# Field marshal
Field marshal est un grade militaire utilisé dans différents pays anglophones. Traditionnellement, il s'agit du plus haut grade de l'armée et n'est attribué qu'en temps de guerre. 

## Utilisations dans différentes armées

### Égypte
- Abbas Ier Hilmi (1813 – 1854)
- Ibrahim Pacha (1789 – 1848)
- Yahya Mansur Yeghen (1837 – 1913)

Insigne de Field Marshal égyptien.

- Horatio Herbert Kitchener (1850 – 1916)
- 1914 : Hussein Kamal (1853 – 1917)
- Fouad Ier d'Égypte (1868 – 1936)
- 'Aziz 'Ali al-Misri (1879 – 1965)
- Farouk d'Égypte (1920 – 1965)
- 1949 : Abdallah Ier de Jordanie (1882 – 1951)
- 1952 : Fouad II d'Égypte (1952 –)
- 1955 : Hussein de Jordanie (1935 – 1999)
- 1964 : Abdel Hakim Amer (1919 – 1967)
- 1973 : Ahmad Ismail Ali (1917 – 1974)
- 1978 : Abdel Ghani el-Gamasy (1921 – 2003)
- 1980 : Ahmed Badawi (1927 – 1981)
- 1989 : Abd al-Halim Abu Ghazala (en) (1930 – 2008)
- 1991 : Mohamed Hussein Tantawi (1935 – 2021)
- 2014 : Abdel Fattah al-Sissi (1954 –)